# Coleophora sparsipuncta
Coleophora sparsipuncta é uma espécie de mariposa do gênero Coleophora pertencente à família Coleophoridae.